# 大阪貯金事務センター
大阪貯金事務センター（おおさかちょきんじむセンター）は、兵庫県伊丹市に所在するゆうちょ銀行の貯金事務センターのひとつ。
大阪府・兵庫県・京都府・滋賀県・奈良県及び和歌山県に所在するゆうちょ銀行直営店・郵便局で取り扱った貯金商品に関する事務を行うほか、以下の事務も取り扱っている。
- 西日本エリアの貯金口座契約者に対する点字通知書の送付
- 徳島貯金事務センター所管の業務の一部（四国地方の郵便局・ゆうちょ銀行で取り扱った国債や投資信託に関する業務など）

## 沿革
- 1886年（明治19年）4月 - 大阪府大阪市東区京橋3丁目の大阪逓信管理局内に「駅逓局第四部貯金課出張所」として設置。
- 1887年（明治20年）4月 - 「大阪為替貯金局出張所」と改称。
- 1890年（明治23年）7月 - 「大阪郵便為替貯金分局」と改称。
- 1891年（明治24年）8月 - 「大阪郵便為替貯金管理支所」と改称。
- 1908年（明治41年）12月 - 振替貯金の取扱を開始。
- 1909年（明治42年）7月 - 「大阪郵便貯金支局」と改称。
- 1913年（大正2年）6月 - 「大阪為替貯金支局」と改称。
- 1921年（大正9年）10月 - 「大阪貯金支局」と改称。
- 1933年（昭和8年） - 西区江戸堀に分館開設。振替貯金課が移転。
- 1935年（昭和10年） - 天王寺区東高津北之町に分館開設。江戸堀分館を閉鎖。
- 1936年（昭和11年）10月 - 当局で管理していた京都府の振替貯金関連事務を、新設の京都貯金支局に移管。
- 1940年（昭和15年）7月 - 当局で管理していた京都府及び滋賀県の貯金原簿を、京都貯金支局に移管。
- （時期不明） - 当局で管理していた奈良県及び和歌山県の貯金原簿を、京都貯金支局に移管。
- （時期不明） - 当局で管理していた兵庫県の貯金関連事務を、新設の神戸貯金支局に移管。
- 1949年（昭和24年）6月 - 「大阪地方貯金局」と改称。
- 1952年（昭和27年）10月16日 - 天王寺郵便局貯金局内分室が開設。[4]
- 1956年（昭和31年）7月 - 郵便振替の簡易払制度が開始。東京地方貯金局と共に事務を所管。
- 1968年（昭和43年）7月 - 郵便番号制の施行に伴い、「543-99」の専用郵便番号が付定される。
- 1969年（昭和44年）2月3日 - 天王寺区城南寺町に庁舎を新築移転。
- 1984年（昭和59年）7月 - 「大阪貯金事務センター」と改称。
- （時期不明） - 西区本田に分館開設。振替課が移転。
- 1991年（平成3年）8月19日 - 近畿郵政局から調査事務を移転。[5]
- （時期不明） - 都島区東野田に分館開設。
- 1994年（平成6年）8月1日 - 新大阪郵便局の開設に伴い、当センター固有の郵便番号が「539-99」になる。
- 1997年（平成10年）2月 - 郵便番号七桁化に伴い、当センター固有の郵便番号が「539-8794」となる。
- 2001年（平成13年）1月 - 郵政事業庁発足に伴い、同庁の機関となる。
- （時期不明） - 本田分館閉鎖。
- 2003年（平成15年）4月 - 日本郵政公社設立に伴い、同公社の機関となる。
- 2004年（平成16年）1月 - 京都貯金事務センター及び神戸貯金事務センターの機能を統合。[6]
- （時期不明） - 京都及び神戸の分館（旧・京都貯金事務センター及び神戸貯金事務センター）を閉鎖。
- （時期不明） - 「クレジット管理センター」を、当センターの一部署として開設。
- 2007年（平成19年）7月 - 天王寺郵便局の管轄下にあった本館１階の貯金事務センター内分室が大阪南郵便局の管轄に移り「城南寺町分室」となる。
- 2007年（平成19年）10月 - ゆうちょ銀行発足とともに、同社の一機関となる。
- （時期不明） - クレジット管理センターが当センターより独立、単独の機関となる。
- （時期不明） - 住之江区に「南港分館」を開設。機能の一部が移転。
- 2021年（令和3年）1月 - 現在の兵庫県伊丹市に社屋を新築移転。南港分館閉鎖。[7]